# Dominique Nora
Pour les articles homonymes, voir Nora (homonymie).
Dominique Nora est une journaliste française née le 30 septembre 1958, auteur notamment d'un livre en collaboration avec Roberto Di Cosmo intitulé Le Hold-up planétaire : la face cachée de Microsoft (1998).

## Biographie

### Famille
Issue d'une famille juive engagée dans la Résistance, elle est la fille du haut fonctionnaire français Simon Nora, et la nièce de l'historien Pierre Nora. Son frère est l'éditeur Olivier Nora.

### Carrière
Ingénieur agronome de formation, elle est devenue journaliste, spécialiste des marchés financiers. Après quatre ans de journalisme économique au quotidien Libération, elle est devenue correspondante économique à New York pour Le Nouvel Observateur, puis responsable de la rubrique Économie.
Le 4 décembre 2009, Christine Lagarde lui remet le prix du livre d'économie pour son ouvrage Les Pionniers de l'or vert.
À partir de 2013, elle écrit des articles pour la revue Science et Avenir.
Le 15 juin 2015, elle reçoit le prix Érik-Izraelewicz de l'enquête économique, intitulée Le Système Rousselet : La martingale du roi des taxis.
Elle devient directrice de la rédaction de L'Obs en 2018 jusqu'à son remplacement par Cécile Prieur le 16 novembre 2020. Elle justifie son départ par sa volonté de redevenir grand reporter.

## Publications
- Les Possédés de Wall Street, 1987.
- L’Étreinte du samouraï : Le Défi japonais, 1991.
- Les Conquérants du cybermonde, 1995.
- Le Hold-up planétaire : la face cachée de Microsoft, avec Roberto Di Cosmo, 1998. [PDF] [lire en ligne]  (ISBN 2-7021-2923-4)
- Les Pionniers de l’or vert : ils inventent le XXIe siècle, éd. Grasset 2009[8].
- Lettres à mes parents sur le monde de demain, 2015
- Voyage dans les médecines psychédéliques : LSD, MDMA, champignons hallucinogènes, transes... éd. Grasset 2025 (ISBN 978-2-246-83838-8)